# Kijoši Itó
Kijoši Ito (jap. 伊藤 清; ang. Kiyoshi Itō) (7. září 1915, Inaba, prefektura Mie, Japonsko – 10. listopad 2008, Kjóto, Japonsko) byl japonský matematik. Itó byl nositelem Wolfovy ceny za matematiku za rok 1987.

## Přínos
Byl tvůrcem teorie, dnes známé jako Itóův počet (případně Itóův kalkul). Jejím základním konceptem je tzv. Itóův integrál a základní větou tzv. Itóovo lema. Jde o teorii, která rozšiřuje metody klasické matematické analýzy (počet) na stochastické procesy, jakým je např. Brownův pohyb. Tato teorie má několik aplikací, nejpodstatnější asi ve finanční matematice.